# Pio Tuia
Pio Tuia (* 1943) ist seit Januar 1996 Faipule (Vorsteher) von Nukunonu, eines von drei Atollen des zu Neuseeland gehörenden Archipels Tokelau. Turnusgemäß übernimmt er alle drei Jahre für ein Jahr das Amt des Regierungschefs von Tokelau (Ulu-o-Tokelau).
Seine bisherigen Amtszeiten als Ulu-o-Tokelau waren:
- Februar 1996 – Februar 1997
- Februar 1999 – Februar 2000
- Februar 2002 – Februar 2003
- Februar 2005 – Februar 2006
- Februar 2008 – Februar 2009